# Smicridea petasata
Smicridea petasata är en nattsländeart som beskrevs av Oliver S. Flint Jr. 1981. Smicridea petasata ingår i släktet Smicridea och familjen ryssjenattsländor. Inga underarter finns listade i Catalogue of Life.